# 岳城故城
岳城故城，位于山东省枣庄市峄城区底阁镇岳城村，是中华人民共和国山东省文物保护单位之一。
2006年12月7日，授予山东省文物保护单位，是一座古遗址。